# Freda Sack
Freda Sack (Londres, 1951 – 13 de fevereiro de 2019) foi uma designer e tipógrafa britânica e um dos grandes nomes da tipografia. Fez várias contribuições importantes para a tipografia e para o ensino da disciplina ao longo de 50 anos de carreira. Foi essencial para as mudanças que ocorreram na International Society of Typographic Designers. 

## Biografia
Freda nasceu em Londres, em 1951. Era filha de Bernard Buckley, um policial e sua esposa Elizabeth, agente de viagens. Estudou em Canterbury, em uma escola para meninas e ingressou em 1969 no Maidstone College of Art, onde obteve diploma de designer gráfica e tipógrafa. As formas das fontes a atraíram desde a faculdade e seu primeiro emprego foi na Letraset International, em 1972, inicialmente trabalhando com fotografia. Três anos depois já estava desenvolvendo suas primeiras fontes, a Paddington e a Victorian. Em 1968, conheceu seu marido, John Sack, com quem se casou três anos depois.
Como freelancer, desenhou fontes e logotipos para várias empresas, como a British Airways, British Gas e a Vauxhall Motors. Trabalhou com campanhas publicitárias e com criação de logotipos por vários anos. Em 1980, entrou na Typographic Systems International e em 1983 voltou a trabalhar como freelancer. Junto de Walter Tracey e Shelley Winter, trabalhou para o The Daily Telegraph, criando fontes.
Em 1990, no Soho, junto do também tipógrafo David Quay, ela abriu o estúdio The Foundry, um dos primeiros no ramo para desenvolver, manufaturar e vender fontes, tendo criado várias fontes importantes, hoje tidas como clássicas. Freda trabalhou com o consultora de design para clientes que buscavam novos formatos de fontes para suas empresas.
Foi diretora da International Society of Typographic Designers (ISTD) e palestrou em várias universidades britânicas. Em 1994, seu trabalho foi premiado pelo Type Director's Club Award for Typographic Excellence. 

## Morte
Freda morreu em Londres, em 13 de fevereiro de 2019, aos 68 anos, após uma breve doença.